# I edició dels Premis Ariel
La I edició dels Premis Ariel, organitzada per l'Acadèmia Mexicana d'Arts i Ciències Cinematogràfiques (AMACC), es va celebrar el 15 de maig de 1947 al Centro nocturno El Patio a les 11.30 de la nit, per celebrar el millor del cinema durant 1945 i 1946. Andrés Soler, president de l'Acadèmia, va ser l'amfitrió de l'esdeveniment.

## Premis i nominacions[1]
Nota:
Els guanyadors estan llistats primer i destacats en negreta.⭐
| Millor pel·lícula - La barraca - Alfonso Sánchez Tello i Roberto Gavaldón⭐ - Crepúsculo - Clasa Films - Las abandonadas - Films Mundiales | Millor direcció - Roberto Gavaldón - La barraca⭐ - Julio Bracho - Crepúsculo - Emilio Fernández - Las abandonadas                                                                                             |
| Millor actor - Domingo Soler - La barraca com Batiste Borrull⭐ - Arturo de Córdova - Selva de fuego com Luciano - Pedro Armendáriz - Las abandonadas com Juan Gómez                                                                                                   | Millor actriu - Dolores del Río - Las abandonadas com Margarita Pérez⭐ - Anita Blanch - La barraca com Teresa - María Félix - El monje blanco com Gálata Orsina - Esther Fernández - Flor de durazno com Rina |
| Millor coactuació masculina - José Baviera - La barraca com Pimento⭐ - Carlos López Moctezuma - Canaima, el dios del mal com el Coronel José Francisco Ardavín - Antonio Badú - Me he de comer esa tuna com Ernesto Solana                                            | Millor coactuació femenina - Lilia Michel - Un beso en la noche com Soledad⭐ - María Douglas - El monje blanco com Mina Amanda - Amparo Morillo - La barraca com Roseta                                       |
| Millor guió adaptat - La barraca' - Libertad Blasco Ibáñez⭐ - Entre hermanos - Carlos Velo, Emilio Fernández i Mauricio Magdaleno | Millor fotografia - La barraca - Víctor Herrera⭐ - Bugambilia - Gabriel Figueroa - El monje blanco - Alex Phillips                                                                                            |
| Millor edició - La barraca - Carlos Savage⭐ - Crepúsculo - Jorge Bustos - Las abandonadas - Gloria Schoemann | Millor disseny d'art - La barraca - Vicente Petit⭐ - Adán, Eva y el diablo - Ramón Rodríguez Granada - Crepúsculo - Jorge Fernández                                                                           |
| Millor vestuari - Bugambilia - Royer⭐ - El monje blanco - Armando Valdés Peza - La barraca - Maritza | Millor música de fons - La barraca - Félix Baltasar Samper⭐ - Crepúsculo - Raúl Lavista i Rodolfo Halffter |
| Millor so - La barraca - Eduardo Fernández⭐ - Crepúsculo - Rafael Peón - Las abandonadas - Jesús González Gancy | Millor actor infantil - Alicia Rodríguez - El secreto de la solterona⭐ |
| Millor actor de repartiment - Gilberto González - Canaima, el dios del mal Sute Cúpira⭐ - Alfonso Bedoya - Canaima, el dios del mal com Cholo Parima - José Morcillo - La barraca com Don Joaquín - Arturo Soto Rangel - Las abandonadas com el director del col·legi | Millor actriu de repartiment - Carolina Barret - Canaima, el dios del mal com Juanifacia⭐ - Lupe Inclán - Capullito de alelí - Fanny Schiller - Las abandonadas com Ninón                                     |

## Premis i nominacions múltiples
| Pel·lícula               | Nominacions | Premis |
| ------------------------ | ----------- | ------ |
| La barraca               | 14          | 10     |
| Las abandonadas          | 8           | 1      |
| Crepúsculo               | 7           | 0      |
| Canaima, el dios del mal | 4           | 2      |
| El monje blanco          | 4           | 0      |
| Entre hermanos           | 3           | 0      |
| Bugambilia               | 2           | 1      |